# نرم‌تنان بالدار
نرم‌تنان بالدار (Pteriidae) خانواده‌ای از صدف‌های دوکفه‌ای میان‌جثه تا بزرگ‌جثه است که در آب‌های شور زندگی می‌کنند.
صدف‌های مروارید در این خانواده هستند. برخی از گونه‌های این خانواده از نظر اقتصادی و صید مروارید دارای اهمیت هستند.

## سرده‌ها
- Achipteriidae Thor, 1929
- Austrachipteriidae Luxton, 1985
- صدف مروارید Röding, 1798
- Pteria Scopoli, 1777 - winged oysters